# Attius Tullus Aufidius
Attius Tullus Aufidius est un aristocrate volsque du début de Ve siècle av. J.-C., connu pour avoir recueilli chez lui Coriolan exilé de Rome, et s'en être fait un allié contre Rome.

## Histoire
Afin de convaincre les Volsques de reprendre les armes malgré leur récente défaite, il se rend à Rome durant les jeux et convainc les consuls de les bannir de la ville. Une fois ce bannissement effectué, il les excite à se venger de l'affront subi en se soulevant contre Rome. 
Il est, avec Coriolan, nommé général des armées volsques et èques et, après avoir pris plusieurs villes, marche sur Rome. Cette campagne a tourné au désastre à la suite de la défection de Coriolan, cédant aux implorations de sa femme sous les murs de Rome.